# Peak Wildlife Park
Peak Wildlife Park is een dierentuin bij Winkhill, Staffordshire, Engeland. Het park ligt niet ver van grotere plaatsen als Leek, Ashbourne en Stoke-on-Trent. Oorspronkelijk stond de dierentuin bekend onder de naam Blackbrook Zoological Park, maar dit park ging in 2014 failliet en werd daarom gesloten. Het werd daarop gekocht door Jake Veasey en Colin MacDougall en in 2015 werd het onder de huidige naam geopend.

## Geschiedenis
Blackbrook Zoological Park werd in 1991 geopend door Diana Holloway en haar zoon, Mark Rubery. Holloway had al ervaring met het runnen van een dierentuin nadat ze eerder, sinds 1974, eigenaar was van Hillside Bird Oasis in Mobberley, Cheshire East. Blackbrook kreeg al snel een grote vogelcollectie. Na de dood van Holloway in 2006, ging haar zoon de dierentuin runnen. De ontwikkeling van de dierentuin ging door: in 2006 werden een nieuwe ingang, souvenirwinkel en café geopend en in 2008 werd een nieuw pinguïnverblijf geopend. Hillside Bird Oasis werd in 2002 gedwongen te sluiten voor publiek na klachten van lokale bewoners over de toename van verkeer, maar het werd wel opengehouden als foklocatie. In 2008 werd de dierentuin een liefdadigheidsinstelling en begon zich te concentreren op natuurbehoud en educatie. De dierentuin ontving geen overheidssubsidies. Na het faillissement in 2014 en de heropstart onder nieuwe naam in 2014, is het park zich blijven ontwikkelen met onder andere meerdere doorloopverblijven voor eekhoorns, pinguïns, wallabies en maki's. De laatste toevoeging tot het park is een verblijf voor ijsberen.

## Dieren
Blackbrook hield meer dan 200 vogelsoorten en ongeveer 40 soorten zoogdieren en reptielen. Het park had een grote collectie kraanvogels, pelikanen en andere watervogels. Een aantal van de dieren die nu in Peak Wildlife Park worden gehouden zijn: 
- Alpaca
- Bennettwallaby
- Humboldtpinguïn
- IJsbeer
- Kameroenschaap
- Kirks dikdik
- Kleinklauwotter
- Laaglandtapir
- Mara
- Moormaki
- Ringstaartmaki
- Rode eekhoorn
- Roodbuikmaki
- Selouszebra
- Sporenschildpad
- Stokstaartje
- Valais Blacknose
- Vari
- Vietnamees sikahert
- Visayawrattenzwijn
- Vlaamse reus
- West-Afrikaanse dwerggeit